# Église Saint-Martin d'Ussy
Pour les articles homonymes, voir Église Saint-Martin.
L'église Saint-Martin est une église catholique située à Ussy, en France.

## Localisation
L'église est située dans le département français du Calvados, dans le bourg d'Ussy.

## Historique
L'édifice est classé au titre des monuments historiques depuis le 4 septembre 1913.